# 러샤나 린치
러샤나 린치(영어: Lashana Lynch, 1987년 4월 1일 ~ )는 잉글랜드의 배우이다. 《캡틴 마블》에서 캡틴 마블의 친구 마리아 램보 역으로 출연한 것으로 알려져 있다.
2007년 영국 드라마 《더 빌》로 데뷔했고 2012년 《패스트 걸스》에 출연하며 이름을 알렸다. 영화 《007 시리즈》의 25번째 작품 《007 노 타임 투 다이》에서 새로운 제임스 본드의 동료인 본드걸이 되는 '노미' 역으로 출연하게 되었다.

## 생애와 경력
자메이카 혈통으로 영국 런던 해머스미스에서 출생했다. 편부모 가정에서 성장하였다. 처음에는 가수를 지망하여 실비아 영 연극 학교에서 노래를 공부했으나 선생님으로부터 연기도 함께 공부하라는 조언을 받았다. 런던에 있는 런던예술학교(ArtsEd)에서 연기를 공부하면서 가장 재능이 있는 학생에게만 수여되는 런던 연극협회의 장학금인 로런스 올리비에 장학금을 받았다.
2007년 드라마 《더 빌》의 단역으로 연기자로 데뷔하였으며, 2012년작 영화 《패스트 걸스》로 영화에도 출연하였다. 레노라 크리칠로, 릴리 제임스 주연의 이 영화는 세계선수권을 목표로 하는 두 여자 육상 선수에 관한 이야기였다. 다시 TV로 돌아와서 《무언의 목격자》, 《데스 인 파라다이스》, 《닥터스》에 출연했고, 2015년 단편 BBC 시트콤 《크림스》의 고정 출연진이 됐다. 2016년에는 숀다 라임스가 제작한 《로미오와 줄리엣: 끝나지 않은 이야기》에서 주연인 로절린 역으로 출연했으나, 시즌1만 방영하고 종영되었다.
2019년에는 마블 스튜디오의 슈퍼히어로 영화 《캡틴 마블》에서 주인공의 동료 조종사 '마리아 램보' 역을 맡아 이름을 알렸다. 린치는 영화에 대해서 "이 영화를 하면서 젊은 세대는 내가 어렸을 때 가지지 못했던 것인 작품에서 내 모습을 보는 기회를 더 많이 누릴 것이라는 것을 깨달았다. 새로운 세대에게 이 영화는 평범한 고전 작품이 될 것이다. 정말 기대가 된다."라고 말했다. 《캡틴 마블》에 출연하기 전에는 동 제작사의 작품 《블랙 팬서》와 《스파이더맨: 홈커밍》의 오디션에 참가하였다.
2020년 개봉하는 영화 《007 시리즈》의 25번째 작품 《007 노 타임 투 다이》에서 '노미' 역으로 출연하는데, 새로운 007 요원이 되는 것으로 발표되었다.극중 대니얼 크레이그가 연기하는 제임스 본드 캐릭터가 현역에서 물러나면서 007의 이름을 새로운 여성 요원 노미에게 물려준다는 설정이다. 이로써 지금까지 백인 남성 배우가 맡는다는 전례를 깨고 최초로 흑인 여성이 007이 되었다. 가십 사이트 TMZ에서는 여성 스파이 스릴러 《킬링 이브》의 제작자 피비 월러브리지가 영화의 각본 팀에 합류한 결과라고 풀이했다. 월러브리지는 제임스 본드를 바꾸는 것이 아니라면서 "제임스 본드는 이제 발전과 성장을 겪어야 한다. 중요한 것은 이제 이 작품이 여성을 올바르게 다루어야 한다는 것이다. 제임스 본드는 이제 자신의 역할에 충실할 필요가 있다."라고 말했다.
2020년에는 007과 더불어 만화 《Y: 더 라스트 맨》을 원작으로 한 TV 드라마 《Y》에서 요원 355 역으로 출연한다.. 드라마는 단 한 명의 남자만이 살아남은 종말 후의 세계를 배경으로 하며, 성, 인종, 계층 및 생존을 다룰 예정이다.

## 출연작 목록

### 영화
| 연도 | 제목                               | 원제                                        | 배역                    | 비고        |
| ---- | ---------------------------------- | ------------------------------------------- | ----------------------- | ----------- |
| 2012 | 패스트 걸스                        | Fast Girls                                  | 벨 뉴먼                 |             |
| 2014 |                                    | The 7.39                                    | 케리 라이트             | BBC TV 영화 |
| 2013 | 파우더 룸                          | Powder Room                                 | 로라                    |             |
| 2016 | 브라더후드                         | Brotherhood                                 | 아샨티                  |             |
| 2019 | 캡틴 마블                          | Captain Marvel                              | 마리아 램보             |             |
| 2021 | 007 노 타임 투 다이                | No Time to Die                              | 노미                    |             |
| 2021 | 눈에는 귀                          | Ear for Eye                                 | 미국인 여성             |             |
| 2022 | 닥터 스트레인지: 대혼돈의 멀티버스 | Doctor Strange in the Multiverse of Madness | 마리아 램보 / 캡틴 마블 |             |
| 2022 | 더 우먼 킹                         | The Woman King                              | 이조기                  |             |
| 2022 | 로알드 달의 뮤지컬 마틸다          | Roald Dahl's Matilda the Musical            | 제니퍼 하니             |             |
| 2023 | 더 마블스                          | The Marvels                                 | 마리아 램보             |             |
| 2024 | 밥 말리: 원 러브                   | Bob Marley: One Love                        | 리타 말리               |             |

### TV 드라마
| 연도    | 제목                                | 원제                  | 배역            | 비고                     |
| ------- | ----------------------------------- | --------------------- | --------------- | ------------------------ |
| 2007    | 더 빌                               | The Bill              | 프레셔스 밀러   | "Man Down" 에피소드 출연 |
| 2013    | 무언의 목격자                       | Silent Witness        | 쇼나 벤슨       | 2회분 출연               |
| 2014    | 아틀란티스                          | Atlantis              | 아레토          | "Telemon" 에피소드 출연  |
| 2015    | 데스 인 파라다이스                  | Death in Paradise     | 재스민 레이먼   |                          |
| 2015    | 크림스                              | Crims                 | 제마            | 5회분 출연               |
| 2016    | 닥터스                              | Doctors               | 리아 게이티스   | 2회분 출연               |
| 2017    | 로미오와 줄리엣: 끝나지 않은 이야기 | Still Star-Crossed    | 로절린 캐풀렛   | 7회분 출연               |
| 2018-21 |                                     | Bulletproof           | 아리아나 파이크 | 6회분 출연               |
| 2020    | Y                                   | Y                     | 에이전트 355    |                          |
| 2024    | 자칼의 날                           | The Day of the Jackal | 비앙카 풀먼     |                          |